# Blackburn Blackburd
Ne doit pas être confondu avec Blackburn Blackburn.

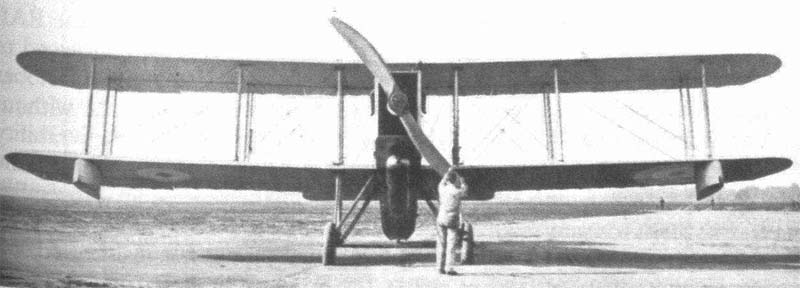
Vue de l’avant du Blackburd.

Le Blackburn Blackburd était un prototype d’avion militaire de la Première Guerre mondiale embarqué réalisé en 1918 au Royaume-Uni par Blackburn Aircraft pour remplacer le Sopwith Cuckoo dans le rôle de bombardier-torpilleur. Le projet fut abandonné en raison de ses médiocres performances. Seulement trois prototypes furent construits.